# Kabinet-Bülow
Dit artikel geeft een overzicht van het kabinet onder Bernhard von Bülow (17 oktober 1900 - 10 juli 1909) in het Duitse Keizerrijk onder keizer Wilhelm II.
| Functie            | Persoon                                 | Van        | Tot        |
| ------------------ | --------------------------------------- | ---------- | ---------- |
| Rijkskanselier     | Bernhard von Bülow                      | 17-10-1900 | 10-7-1909  |
| Buitenlandse Zaken | Oswald von Richthofen                   | 23-10-1900 | 17-1-1906  |
| Buitenlandse Zaken | Heinrich von Tschirschky und Bögendorff | 24-1-1906  | 7-10-1907  |
| Buitenlandse Zaken | Wilhelm von Schoen                      | 26-10-1907 | 14-7-1909  |
| Binnenlandse Zaken | Arthur von Posadowsky-Wehner            | 17-10-1900 | 23-6-1907  |
| Binnenlandse Zaken | Theobald von Bethmann Hollweg           | 23-6-1907  | 14-7-1909  |
| Financiën          | Franz Guido von Thielmann               | 17-10-1900 | 23-8-1903  |
| Financiën          | Hermann von Stengel                     | 23-8-1903  | 20-2-1908  |
| Financiën          | Reinhold Sydow                          | 20-2-1908  | 14-7-1909  |
| Justitie           | Rudolf Arnold Niederding                | 17-10-1900 | 14-7-1909  |
| Marine             | Alfred von Tirpitz                      | 14-7-1909  |            |
| Post               | Viktor von Podbielski                   | 17-10-1900 | 6-6-1901   |
| Post               | Reinhold Kraetke                        | 6-6-1901   | 14-7-1909  |
| Koloniën           | Oscar Wilhelm Stübel                    | 17-10-1900 | 16-10-1905 |
| Koloniën           | Ernst zu Hohenlohe-Langenburg           | 16-10-1905 | 5-11-1906  |
| Koloniën           | Bernhard Dernburg                       | 16-10-1905 | 16-5-1907  |
| Koloniën           | Bernhard Dernburg                       | 17-5-1907  | 14-7-1909  |